# قلعه نقاره‌خانه
بقایای قلعهٔ نقاره خانه مربوط به دوره ساسانیان است و در شهرستان لارستان، بخش جویم، دهستان جویم، ۵ کیلومتری جنوب غربی روستای فرشته جان، بر فراز کوه قلات سرخ واقع شده و این اثر در تاریخ ۱۸ شهریور ۱۳۸۷ با شمارهٔ ثبت ۲۳۲۱۷ به‌عنوان یکی از آثار ملی ایران به ثبت رسیده است.